# Hermann Essig
Hermann Essig (Truchtelfingen, 28 agosto 1878 – Berlino, 26 giugno 1918) è stato uno scrittore tedesco.

## Biografia
Hermann Essig nacque a Truchtelfingen nel 1878 ; suo padre era  un pastore protestante. Lo scrittore trascorse la propria giovinezza in Svevia e studiò alla Scuola Superiore di Tecnologia a Stoccarda. Una malattia ai polmoni lo costrinse ad un soggiorno in Svizzera. Qui, nel 1902, incominciò a scrivere. Nel 1904 è a Berlino, dove lavora per un breve periodo come ingegnere civile, prima di dedicarsi totalmente alla letteratura. La sua prima opera viene pubblicata nel 1909. Nel 1913, assieme a Oskar Loerke, gli viene conferito il Premio Kleist. Apprezzato da Herwarth Walden, collabora alla sua rivista, Der Sturm. Dopo l'arruolamento nell'esercito tedesco durante la Prima Guerra Mondiale, muore a causa delle complicazioni di una malattia polmonare

## Opera
L'opera di Essig può essere considerata parte della corrente del realismo. Questo nonostante i suoi legami con l'espressionismo attraverso alla collaborazione con la rivista Der Sturm e la pubblicazione postuma del suo maggiore successo, il romanzo Taifun, edito da Kurt Wolff Verlag.
Essig scisse numerose pièces teatrali, ambientate quasi esclusivamente nella sua natale Svevia. La sua opera si caratterizza per una critica alla borghesia e alla società dell'epoca, tanto che alcuni dei suoi brani vennero censurati, come per esempio Der Schweinepriester (« il prete porco »). Il romanzo Der Taifun è un Romanzo a chiave che descrive in modo ironico i collaboratori della rivista Der Sturm.
Essig fu tra gli autori proibiti dopo il 1933 dal governo nazista della Germania.

## Principali pubblicazioni
- Der Frauenmut, teatro, 1912
- Ihr stilles Gluck!, teatro, 1912
- Der Schweinepriester, teatro, 1915
- Des Kaisers Soldaten, teatro, 1915
- Der Taifun, romanzo, Kurt Wolff Verlag, 1919